# Androctonus agrab
Espèce
Androctonus agrab est une espèce de scorpions de la famille des Buthidae.

## Distribution
Cette espèce est endémique de la région de Dakhla-Oued Ed-Dahab au Maroc. Elle se rencontre au Sahara occidental dans l'Adrar Souttouf.

## Description
Le mâle holotype mesure 63,4 mm.

## Systématique et taxinomie
Cette espèce a été décrite par Ythier et Lourenço en 2022.

## Étymologie
Son nom d'espèce veut dire scorpion en Hassanya, le dialecte arabe parlé au Sahara occidental.

## Publication originale
- Ythier & Lourenço, 2022 : « A new species of Androctonus Ehrenberg, 1828 from Western Sahara (Scorpiones: Buthidae). » Serket, vol. 18, no 3, p. 239-251.